# Nowyczi (przystanek kolejowy)
Nowyczi (ukr. Новичі) – przystanek kolejowy w pobliżu miejscowości Nowyczi, w rejonie szepetowskim, w obwodzie chmielnickim, na Ukrainie. Położony jest na linii Koziatyn – Berdyczów – Szepetówka.